# 飛錢
飛錢，是中國歷史上的一種匯票，是唐宪宗时代产生的一种汇兑制度，当时经济日益发展，铜钱数量不足，當時黃金、白銀流通量少，加上铜钱笨重携带不便，因而产生此种汇兑方式：商人在京城把钱交给诸军、诸節度使、诸道进奏院或者富豪門閥等單位，單位開立票券，商人可携券到其它地区的辦事處取钱。
这种汇兑方式减低了铜钱的需求，缓和钱币的不足，同时减轻了商人貿易時携带钱币的不便。由於飞钱輕便，又有一些官員或富豪的保證，在大額交易時，有些商人會直接使用飞钱，故飞钱是迄今为止已知的纸币雏形，比宋代交子要早两百年，到了宋代纸币才开始作为一种地方货币由政府在四川发行。